# Jaapiella bajankolica
Jaapiella bajankolica är en tvåvingeart som beskrevs av Fedotova 1997. Jaapiella bajankolica ingår i släktet Jaapiella och familjen gallmyggor. Inga underarter finns listade i Catalogue of Life.